# Humberto Saavedra
Pour les articles homonymes, voir Saavedra.
Humberto Saavedra (né le 3 août 1923 en Bolivie et mort à une date inconnue) est un footballeur bolivien, qui évoluait en tant que milieu de terrain.

## Biographie
Il a joué durant sa carrière dans le club bolivien du The Strongest La Paz.
Avec l'équipe de Bolivie, il participe à la coupe du monde 1950, appelé par l'entraîneur italien Mario Pretto.